# Coridel Entertainment
Coridel Entertainment (кор. 코리델 엔터테인먼트) — южнокорейская звукозаписывающая компания и агентство по поиску талантов, основанное Тайлером Квоном в 2015 году.

## История
Coridel Entertainment была основана Тайлером Квоном в 2015 году как дочерняя компания фирмы Coridel Group, базирующейся в Нью-Йорке, США. В том же году Coridel Entertainment слилась с звукозаписывающей компанией Clear Company, которая поддерживала K-pop группу Playback и корейские концерты и релизы певца Джеффа Берната.
28 февраля 2016 года певица Джессика подписала контракт с Coridel Entertainment, после того как покинула группу Girls’ Generation в 2014 году и оставила прежнее агентство S.M. Entertainment в 2015-м. 17 мая 2016 года она выпустила свой сольный дебютный альбом With Love, J. 10 декабря 2016 года был выпущен её второй сольный альбом Wonderland с заглавным синглом «Wonderland».
В апреле 2017 года актёр Рю Тхэ Чжун подписал контракт с Coridel Entertainment.

## Артисты

### Группы
- Playback

### Соло артисты
- Чон Джессика
- Ма Ын Чжин

### Актёры
- Рю Тхэ Чжун
- Юн Бок Ин
- Ким Ён Пхиль
- Ли Гван Хун
- Чан Чжун Ун
- Чон Ха Ын
- Ли Ха Ён

## Дискография
| Дата            | Артист       | Название            | Формат           | Описание           |
| --------------- | ------------ | ------------------- | ---------------- | ------------------ |
| 16 января 2016  | Джефф Бернат | In the Meantime     | Студийный альбом | CJ E&M Music       |
| 17 мая 2016     | Джессика     | With Love, J        | Мини-альбом      | Interpark Music    |
| 10 декабря 2016 | Джессика     | Wonderland          | Мини-альбом      | Interpark Music    |
| 18 апреля 2017  | Джессика     | Because It's Spring | Цифровой сингл   | Interpark Music    |
| 24 мая 2017     | Джефф Бернат | Afterwords          | Студийный альбом | CJ E&M Music       |
| 4 июня 2017     | Джефф Бернат | Da Ra Da            | Цифровой сингл   | CJ E&M Music       |
| 9 июня 2017     | Ма Ын Чжин   | I Understand        | Цифровой сингл   | LOEN Entertainment |
| 9 августа 2017  | Джессика     | My Decade           | Мини-альбом      | Interpark Music    |
| 20 октября 2017 | Playback     | Untold Story        | Цифровой сингл   | LOEN Entertainment |
| 27 октября 2017 | Playback     | Want You to Say     | Цифровой сингл   | LOEN Entertainment |